# Confuciustempel van Xinhui
Confuciustempel van Xinhui is een groot tempelcomplex in Huicheng, Xinhui, Jiangmen dat gewijd is aan de grote Chinese filosoof Confucius. De hoofdhal van het complex is de grootste Confuciushal van de provincie Guangdong. Deze confuciustempel werd in 1044 gebouwd en diende net als andere confuciustempels ook als een plek waar onderwijs werd gegeven. In 1943, tijdens de oorlog tegen de Japanse bezetters, werd de tempel ernstig beschadigd doordat de bezetters delen van de tempel sloopten om het als brandhout te gebruiken.
Een lokaal gebruik in Xinhui is dat kinderen als ze voor het eerst onderwijs gaan volgen, eerst naar deze tempel komen om te offeren aan Confucius. Het kind moet dan de koutou doen voor Confucius en daarna voor zijn leraar. Men vindt dat alle scholieren leerlingen zijn van de filosoof.